# Favoriter
Favoriter är ett album av dansbandet Flamingokvintetten, släppt 1996.

## Låtlista
1. Så länge hjärtat slår
2. Du kom för sent
3. När kommer du
4. Kärlekens språk
5. Fröken rar
6. En sån som du
7. Varenda liten dröm
8. Ta tillvara lyckans stunder
9. Det är så en dröm blir till
10. Lillemor
11. Hjärtat har sina skäl
12. Nu finns bara minnena kvar
13. Sommarparty